# Mazurska Służba Ratownicza

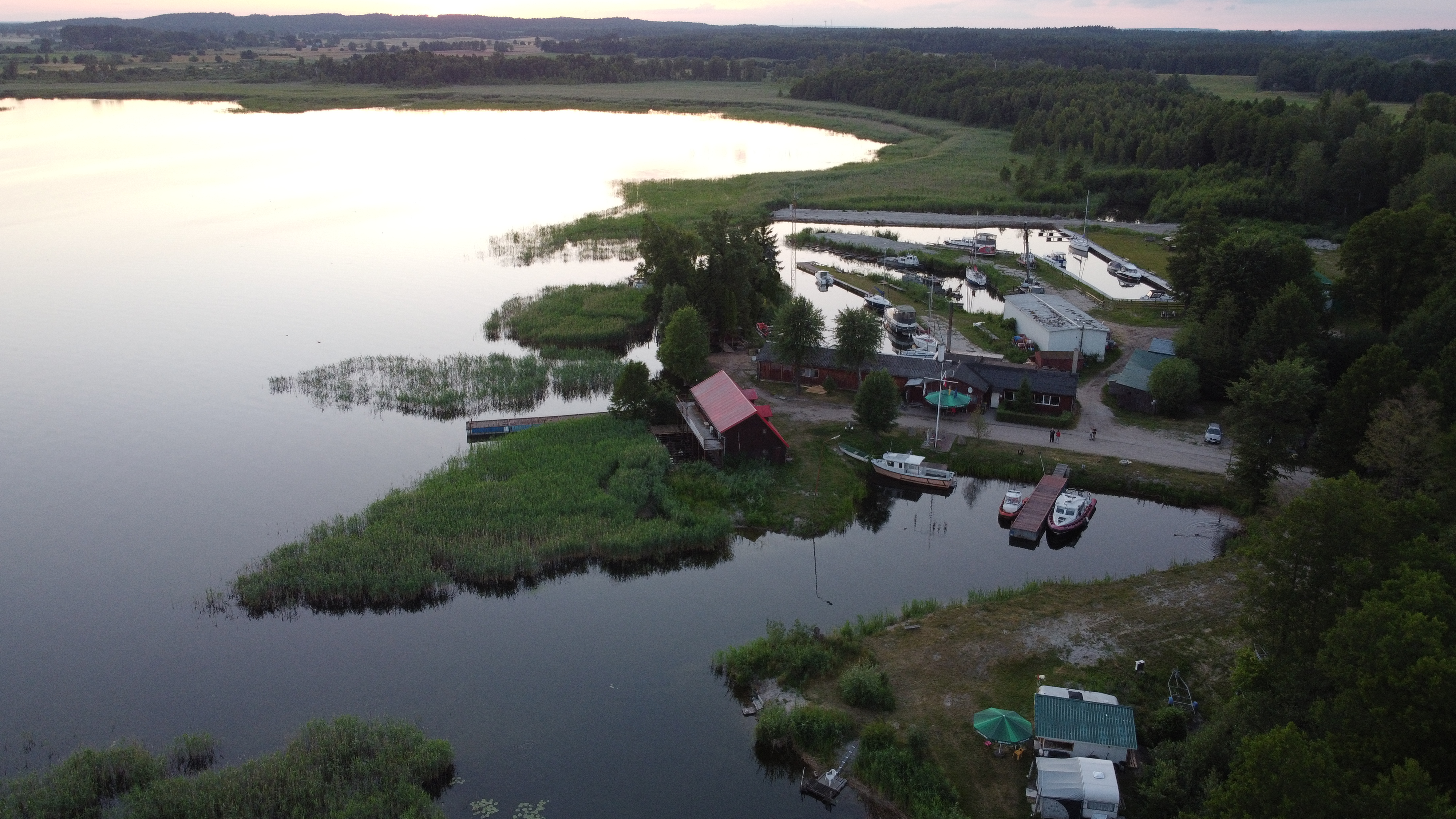
Stacja Ratownicza Mazurskiej Służby Ratowniczej

Mazurska Służba Ratownicza (MSR) – polskie specjalistyczne stowarzyszenie zajmujące się wykonywaniem zadań związanych z ratownictwem wodnym. Zasięgiem swojego działania obejmuje Wielkie Jeziora Mazurskie ze szczególnym uwzględnieniem jeziora Śniardwy. 

## Historia
Mazurska Służba Ratownicza została założona w czerwcu 1978. Założycielami była grupa żeglarzy z Kędzierzyna-Koźla, skupiona w klubach żeglarskich działających przy dużych zakładach pracy (m.in. Żegluga na Odrze, ZA Kędzierzyn, ZCh Blachownia). Początkowo rezydowali nad jeziorem Tyrkło u sołtysa na podwórku. Później przenieśli się do obecnej siedziby nad jeziorem Śniardwy w pobliżu Okartowa, gdzie Niemcy w czasie II wojny światowej produkowali amunicję
Bezpośrednim impulsem do utworzenia Stacji Ratowniczej był nieszczęśliwy wypadek harcerzy płynących kajakami z Okartowa do Mikołajek. Dzięki pomocy zakładów pracy, przy których działały kluby żeglarskie, stworzono skromną bazę, która dała początek ratownictwa na jeziorach.  
W początkach swojej aktywności MSR występował pod nazwą Stacja Ratownictwa WOPR „Śniardwy Północ” i działał pod egidą WOPR, ale od 1991 roku uzyskał odrębną akredytację MSWiA do wykonywania ratownictwa na wodach jako Stacja Ratownictwa Wodnego na Wielkich Jeziorach Mazurskich. W roku 1999 zmieniono nazwę na Mazurska Służba Ratownicza Stacja Ratownictwa Wodnego, a w 2003 ostatecznie ustalono nazwę na Mazurska Służba Ratownicza. 
Z biegiem czasu MSR stała się wyspecjalizowaną służbą ratowniczą, zajmującą się również akcjami technicznymi, polegającymi na ratowaniu utopionego mienia. MSR podejmowała się wydobycia jachtów i innych jednostek pływających a nawet śmigłowców. Jedną z akcji ratowniczych było podjęcie kilkunastu wędkarzy z kry płynącej po jeziorze Śniardwy. MSR uczestniczy też w ratowniczych akcjach powodziowych na terenie całego kraju (m.in. w 1997 roku na Opolszczyźnie).

### Kalendarium
- 1978:
  - Założenie Stacji Ratownictwa Wodnego WOPR Śniardwy Północ w Okartowie nad jeziorem Tyrkło[2].
  - Wprowadzenie do służby pierwszego na WJM statku ratowniczego „Rus”[8].
- 1980:
  - Rozpoczęcie działalności nad jeziorem Śniardwy.
  - Do służby ratowniczej wszedł kolejny kuter ratowniczy „Delfin”.
  - Powstała wieża obserwacyjna, na której zainstalowano sprzęt obserwacyjny.
- 1981 – Do służby wszedł holownik wraz z barką z zamontowanym dźwigiem do podnoszenia zatopionych jachtów.
- 1982:
  - Utworzono brygadę robót hydrotechnicznych i podwodnych – dzięki niej na Stacji Ratowniczej powstają budynki, porty i pomosty[2].
  - Rozpoczęto prowadzenie szkoleń motorowodnych.
- 1986 – Zatrudniono 12 osób na Stacji Ratowniczej w Okartowie celem prowadzenia całodobowej działalności ratowniczej.
- 1990 – Organizacja pierwszego szkoleniowego obozu żeglarskiego nad jeziorem Tyrkło. Obozy połączone z kursami były prowadzone do 2014 roku.
- 1991:
  - Stacja ratownicza została zarejestrowana w Głównym Komitecie Kultury Fizycznej i Sportu w Warszawie.
  - Akredytacja MSWiA do wykonywania ratownictwa na wodach jako Stacja Ratownictwa Wodnego na Wielkich Jeziorach Mazurskich.
- 1997:
  - Wydobycie wojskowego śmigłowca, który spadł do Jeziora Śniardwy w pobliżu Głodowa.
  - Uczestnictwo MSR w ratowniczych akcjach powodziowych na Opolszczyźnie[7].
- 1998 – Katastrofa lotnicza na Jeziorze Śniardwy. Śmigłowiec turystyczny Mi-2 wpadł do jeziora[9].
- 1999 – Zmiana nazwy na Mazurska Służba Ratownicza Stacja Ratownictwa Wodnego.
- 2003 – Zmiana nazwy na Mazurska Służba Ratownicza.
- 2007 – „Biały Szkwał” utonęło 12 osób, dużo akcji ratowniczych i poszukiwawczych[10].
- 2008 – Odznaczenie medalem Za zasługi dla Miasta Kędzierzyn-Koźle[11]
- 2009 – Ufundowanie Sztandaru Mazurskiej Służby Ratowniczej.
- 2013 – Nagroda Wilka Piskiego w kategorii działalność na rzecz ziemi piskiej[12]
- 2015 – Śmierć Komandora Andrzeja Chudzickiego[13].
- 2020 – Śmierć Komandora Jana Sagańskiego[14].
- 2021 – Komandorem został Krzysztof Kornaś.
- 2023 – Wyróżnienie Odznaką Honorową za Zasługi dla Województwa Warmińsko-Mazurskiego[15]
- 2024 – Nagroda „Oskar Ratownictwa” w kategorii organizacje ratownictwa wodnego[16]

## Mazurska Służba Ratownicza współcześnie
Swoim działaniem MSR obejmuje rejon południowych Jezior Mazurskich ze szczególnym uwzględnieniem jeziora Śniardwy, współdziałając z wszystkimi organizacjami związanymi z ratowaniem życia ludzkiego: Policją, Strażą Pożarną, Pogotowiem Ratunkowym, MOPR czy lokalnymi oddziałami WOPR. Mazurska Służba Ratownicza prowadzi swoją działalność przez cały rok, a dyżury są całodobowe. Członkowie tej służby to oficerowie żeglugi, nurkowie i ratownicy. 
Po śmierci Andrzeja Chudzickiego w kwietniu 2015 roku, Komandorem MSR został dotychczasowy Sekretarz Zarządu Jan Sagański, który zmarł w grudniu 2020 roku. Od tego czasu Komandorem Mazurskiej Służby Ratowniczej jest Krzysztof Kornaś. 
MSR działa dzięki swoim członkom, którzy zabezpieczają dyżury w formie wolontariatu. Skromnym źródłem pozyskiwania środków finansowych są darowizny. W celu zdobywania funduszy MSR przeprowadza szkolenia ratownicze oraz na stopnie motorowodne. Podejmuje się też wykonywania wszelkich prac wodnych, takich jak budowa pomostów czy też pogłębiania jezior. Dodatkowo MSR zajmuje się zabezpieczaniem wszelkich imprez na wodzie: regat żeglarskich oraz bojerowych (m.in. zabezpieczenie Bojerowych Mistrzostw Europy), spływów kajakowych, planów filmowych czy też przeprowadzaniem prelekcji oraz pokazów ratowniczych. 
W 2022 r. obsadę stanowi ośmiu ratowników etatowych oraz około 140 wolontariuszy. MSR posiada kilkanaście pojazdów oraz łodzi ratowniczych, specjalistyczny sprzęt ratowniczy (m.in. sonary czy specjalne poduszki do podnoszenia zatopionych łodzi z dna). Dysponuje też ciężkim sprzętem służącym do wykonywania wszelkich prac wodnych oraz wydobywania zatopionych pojazdów i łodzi. Mazurska Służba Ratownicza jest stowarzyszeniem, które otrzymało status Organizacji Pożytku Publicznego (OPP) i prowadzi ratownictwo wodne na podstawie zgody Ministra Spraw Wewnętrznych, jest też wpisana do obowiązkowego dla takich służb rejestru jednostek współpracujących z Państwowym Ratownictwem Medycznym.